# Naturschutzgebiet Gägelower See
Das Naturschutzgebiet Gägelower See ist ein Naturschutzgebiet südwestlich der namensgebenden Ortschaft Gägelow, nördlich der Bundesstraße 192 zwischen Goldberg und Sternberg.
Das Gebiet wurde am 5. Januar 1983 unter Schutz gestellt und im Jahr 1999 erweitert. Es soll der eutrophe Gägelower See mit breiter Verlandungszone, Röhrichten, Hochstauden und Gebüschen geschützt werden. Der See stellt ein wichtiges Brut- und Rastgebiet für Wasservögel und Limikolen dar. Die Ursache der starken Wasserstandsschwankungen konnte bisher nicht geklärt werden.
Der Gebietszustand wird als befriedigend angesehen, da durch wasserwirtschaftliche Anlagen die den See umgebenden Bereiche entwässert werden.
Es gibt keine Wege im Schutzgebiet. Einblicke sind von der Beobachtungsplattform an der Straße von Gägelow nach Holzendorf möglich.
Das Naturschutzgebiet liegt im Naturpark Sternberger Seenland und befindet sich im Eigentum der Stiftung Umwelt und Naturschutz M-V.